# Euginoma vermiformis
Euginoma vermiformis is een mosdiertjessoort uit de familie van de Cellariidae. De wetenschappelijke naam van de soort is voor het eerst geldig gepubliceerd in 1883 door Jullien.